# 南北議和

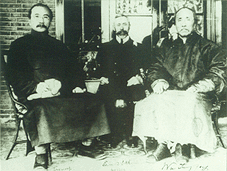
南北议和的北方代表唐绍仪（左）、南方代表伍廷芳、和英国商人李德立之合影。

南北議和為辛亥革命期間一場重要的軍事談判，以孙中山为首的革命黨、省立新軍与以袁世凯为代表的清政府北洋軍之間商議；最終雙方達成協議，革命黨許諾事成後推舉袁世凱出任民國總統，其後北洋軍将领《段祺瑞等要求共和电》促使清帝退位。

## 背景
1911年四川保路運動興起，清朝調動武昌新軍前往鎮壓，革命黨伺機起事。10月9日早上，共進會領導人孫武等人在漢口俄租界引爆炸彈失敗，俄國巡捕將搜到的名冊旗幟等交給湖廣總督瑞澄。10日清晨瑞澄斬殺涉案的彭楚藩、劉復基、楊宏勝等三個新軍的革命黨人，造成武昌新軍革命黨人人自危。夜間，革命黨人程定國、金品臣等因口角爭執，槍擊排長陶啟聖，軍營大亂，軍中的熊秉坤、蔡濟民、吳醒漢等革命黨人立刻率隊衝殺，攻總督轅門，爆發武昌起义，總督瑞澄棄城而走。
10月12日，革命黨拿下武漢三鎮，成立中華民國軍政府鄂軍都督府，他們俘虜了清軍二十一混成協協統黎元洪，並擁立黎元洪為都督。
10月14日，经奕劻、徐世昌、那桐保举监国摄政王载沣两年罢黜的袁世凯为湖广总督，袁世凯在彰德府养病，繼續託病不就。
10月22日湖南独立、10月23日江西九江独立。
27日任命袁为钦差大臣，袁世凯督师到鄂，驻節孝感萧家港，统率北洋軍向武漢進攻。
29日山西独立。同日新军第二十镇在直隶境内发动滦州兵谏。内阁总理大臣奕劻稱病上奏辭職。
11月1日，摄政王载沣被迫解散皇族内阁，任命袁世凯为内阁总理大臣，组阁。2日，在北洋军攻下漢口之後，袁世凯便按兵不動，開始暗中與南方革命黨人議和。3日，清政府颁布《宪法重大信条十九条》。6日，宣统帝下詔罪己，释放革命黨刺客汪精卫、黄复生。
11月10日袁世凯派舊部劉承恩、副官蔡廷幹（海軍正參領）作為代表，赴武昌與革命黨人議和。這是因為黎元洪和革命軍總司令黃興都答應，倘若中華民國成立，將由袁世凱為中華民國大總統。
11月13日，袁世凯帶衛隊抵京任内阁总理大臣。16日，组成袁世凯内阁。12月6日，袁世凯迫醇亲王载沣辞去监国摄政王职位，退归府邸。
12月16日，调冯国璋来接替禁卫军总统，解除良弼禁卫军第一协协统职，调禁卫军炮队支援围剿山西革命军，分散禁卫军力量，又用准备出征的名义把禁卫军调出城外，派段芝贵另编拱卫军，驻扎城內。北京城完全被袁世凯所控制。
12月18日南北议和谈判开始之前，当时关内十八行省都发生过武装起义，其中湖北、湖南、陕西、江西、云南、江苏（含上海）、贵州、浙江、安徽、广西、福建、广东、四川共十三省宣布独立，只有直隶、河南、甘肃、山西、山东五省在袁世凯控制下之外，其中山西、山东、甘肃境内宁夏地区曾宣布独立，后被袁世凯军控制。

## 南京临时政府成立前
11月26日，北洋軍一舉攻克漢陽。同時英國駐華公使朱邇典有意調停戰事，願意促成袁世凱內閣與黎元洪停戰議和，在起義軍節節失利的情況下，黎元洪透過英國駐漢口總領事葛福与袁世凯联络，有意停战。
11月30日，袁世凯再派密使刘承恩、蔡廷幹过江，与黎元洪谈判。同日，各省代表由上海来到武汉，因武昌陷于清军炮火之下，于是借汉口英租界顺昌洋行为会场，召开独立各省第一次代表会议。英国驻汉总领事葛福表示，黎元洪须能代表各省，方可开议。代表会议当日议决：以鄂军政府为中央军政府，请黎元洪以大都督名义，执行中央政务。12月1日，南北双方首先签订了《武汉地区停战协定》，武汉地区于12月3日上午8时至12月6日上午8时停火三天。12月3日，武汉地区停火，进行休战谈判。
12月8日，袁世凯派唐绍仪为总理内阁大臣的全权代表，12月9日，唐绍仪等离京奔赴武汉。同日，各省代表正式推举伍廷芳为民军议和全权总代表，并组织议和代表团，温宗尧、汪精卫、王宠惠、钮永建为参赞，胡瑛、王正廷为湖北特派代表。
12月11日，唐绍仪抵汉口，过江到武昌会晤黎元洪，被告知要他到上海谈判，原来伍廷芳受张謇、赵凤昌等人劝阻，托英驻沪总领事请朱爾典爵士向袁世凯说项，令唐赴沪议和，袁世凯12月13日电令唐绍仪“赴沪讨论”。14日便乘船往上海
12月18日，在上海租界南京路工部局市政厅，南北议和会议开幕。参加会议的除南北议和代表外，还有英、美、德、法、日、俄等六国驻沪总领事及外商代表李德立。双方在20日、28日、30日和31日再会议四次，終達成協议，同意停战、開国民会议解決国体问题。
1912年1月1日，南京臨時政府正式成立，孙中山在南京就任臨時大總統。1月2日，袁得知孙中山就任大总统后，撤销唐绍仪和谈代表的资格，要求伍廷芳与他直接电商及继续停战15天，伍廷芳回电反对，却允许停战展期。谈判似是触礁，但伍廷芳与袁世凱继续往返讨论，直至清帝逊位。唐绍仪留在上海，其他清政府议和团員或回北京，或辞官。1月11日、17日、19日，南京临时政府接连三次要求列强承认，均无一字答复。

## 南北谈判优待条例
1月16日，袁世凯在下朝的路上，在东华门丁字街，遭到同盟会京津分会组织的炸弹暗杀，炸死袁卫队长等十人，袁幸免于难，17日袁派人向革命党人表示效忠革命，希望革命党人不要再对其进行暗杀活动。
1月18日，孙提出五条要约，命伍廷芳向袁转达。条款中有“在北京不得更设临时政府”；“得北京实行退位电，即由民国政府以清帝退位之故电问各国，要求承认中华民国彼各国之回章”。孙还特意电邀伍廷芳、唐绍仪“入宁面商，以决大计”，伍、唐二人却拒不赴宁。至1月21日，孙连发五电给伍廷芳，不断修改要约，并通报黎元洪“现虽未列入正式谈判，而进行颇确。若清廷仍不肯就范，则再战有词”。1月22日，孙将修改后的要约公诸报端，向袁施压。袁以孙所提条件与此前南北议和谈妥条件不符，拒绝接受。伍廷芳因孙推翻此前谈判达成的协议，十分不满，故致电孙请辞议和代表一职。
1月20日，南京临时政府向袁世凯正式提出《清室優待條件》。1月22日，孫中山發表聲明，只要袁世凱贊成宣統退位，自己即行辭職，讓位于袁世凱。
1月26日，在袁授意下，段祺瑞率北洋將領共47人联名致电内阁、军咨府、大清国陆军部和各王公大臣，提出民军已答应对清朝皇室、王族及满蒙回藏各族的优待条件，陈情“即此停戰兩月間，民軍籌餉增兵，佈滿各境，我軍皆無後援，力太單弱，加以兼顧數路，勢益孤危”，“山东之烟台、安徽之颖、寿境界、江北之徐州以南，河南之光山、商城、固始，湖北之商城、襄樊、枣阳等处，均已分兵前逼，而我皆困守一隅，寸筹莫展。彼进一步，则我之鲁、皖、豫即不自保。”要求“立定共和政体，以巩皇位而奠大局”。到2月2日为止，联名增加到50人。尚小明教授指出，与以往论者普遍认为的不同，北洋军此举目的并非是逼迫清帝退位，而是要“巩固皇位”，造成“虚君共和”，以堵塞民主共和。段祺瑞电中恳求“明降谕旨，宣示中外，立定共和政体。……再行召集国会，组织共和政府。”显示出由清廷推行共和的意愿。
1月26日，强硬派的宗社党首领良弼在住宅门口被京津同盟会分会刺客彭家珍炸成重伤，三天后死亡。同日，孙通过王勳与流亡日本的盛宣怀密商后，民国政府、汉冶萍公司、三井物产株式会社于南京签订《汉冶萍公司中日合办草约》，合同规定“由公司借政府500万元应付现金若干，其余作为政府向三井购买军装之需（英文本作 ‘购买武器与军火’）”由于该约严重侵害中方利益，中外舆论一时哗然。该约未获参议院通过，并受到汉冶萍公司股东大会反对，故最终作废。
1月30日和31日，清廷两次召开御前会议，筹划虚君共和政体。其具体设想是：“留君主之虚位，由共和国人民公举正副总统二人，主持全国一切政事，君主概不干涉过问，其余亲贵及旗籍人均照常优待，南京政府总统及其他组成政府各员一律取消。”2月1日，御前会议正式决定采用虚君共和政体，袁氏随即至英、俄、美三国使署相告，各公使均表赞成。2月2日，袁氏上密折一件，详细解释虚君共和一切组织，有“政权虽皆逊让，皇位仍旧存留，请毋滋生疑虑”等语。隆裕皇太后遂于2月3日正式授权袁氏与民军协商优待条件。
2月3日，孙会见充当日本政、经两界联络者森恪时称，“余等希望将满洲委托给日本，而日本给革命以援助”。“万一数日间无足够资金以救燃眉之急，许多军队要离散，革命政府将遭瓦解的命运”，并称在阴历年底必须得到一千五百万元，否则将不得不把政权拱手交给袁。当天森恪即将经过孙、胡汉民修改的加急电报发给三井物产顾问益田孝，指出“孙答应租借满洲，日本为防止革命军之解散，在汉冶萍公司五百万元外，应立即借一千万元，以中止与袁世凯和议，故孙文或黄兴为了满洲之契约将到日本一行。孙文答应‘满洲之事如有意实行，在四日之内，汇一千万元并电告，即可与袁中止和议’。”日方因恐外国干预，未允提供一千万元军费，反而劝告孙、黄兴与袁世凯妥协。
2月4日，段祺瑞联合王占元、何丰林、李纯、王金镜、鲍贵卿、李厚基、马继曾、周符麟等共九人发出第二电，专致“近支王公、诸蒙古王公、各府部院大臣”，指责“二、三王公迭次阻挠，以致恩旨不颁，万民受困”，重申“现在全局危迫，四面楚歌。颖州则沦陷于革军，徐州则小胜而大败；革舰由奉天中立地登岸，日人则许之；登州、黄县独立之影响，蔓延于全鲁；而且京、津两地，暗杀之党林立，稍疏防范，祸变即生。”声言王公贵族如再阻挠共和，将“率全军将士入京，与王公痛陈利害。”为皇室宣布虚君共和清除障碍。
2月5日及6日，《大公报》连发两则评论，一则谓“今日欲解决战争，保全疆土，除虚君共和，别无两全之策，所谓存君主之虚名，行共和之实政也”；另一则盛赞袁氏为确定虚君共和所做的贡献，称“今日之议定虚君政体，使帝统将绝而复续，宗社将危而复安，又能成就共和，项城之功，洵不可没；若必挟种族之见，谓项城当为华、拿，是欲见好项城，不益使项城为难耶！”
2月8日，袁内阁电复南京，提出对优待条例的多处修改，包括“‘逊位’二字尤为北方军民所骇异，必须改为‘致政’或‘辞政’；‘赞成共和’改为‘宣布共和’；‘外国君主’改为‘各国君主’。言下之意，皇室若“赞同共和”，即为赞同民军意见，若“宣布共和”，则主动变更国体为共和；皇室“逊位”则完全退出政治舞台，“辞政”则可以垂帘听政；若待皇室如“外国君主”，则皇室非中国君主，如待之如“各国君主”，暗示皇室依旧为中国君主。
2月9日，伍廷芳电复袁内阁修改条件。伍廷芳“虑蹈于虚君位之嫌”，对袁内阁修改的条例严加拒绝。袁内阁将“外国君主”改为“各国君主”，伍廷芳没有接受；袁内阁将“逊位”改为“致政”或“辞政”，伍廷芳改为“辞位”；袁内阁将“赞成共和”改为“宣布共和”，伍廷芳改为“宣布赞成共和”。其中最重要的是以“辞位”代“逊位”，大清皇帝既然“辞位”，则“与虚君位主义风马牛不相及”，可以断绝袁世凯虚君共和的念头。在复电中，伍廷芳明确表达了态度，谓“此方所坚持者，为不使有类于虚君位。如照来电，必致各省、各军群起反对……现力求迁就，改正如下，已至极点，决难再让矣。”2月10日，伍廷芳又复电段祺瑞和张怀芝等指出：“清帝若不实行逊位，则有类于虚君位之嫌，全国人民糜烂血肉以争共和，岂愿得此虚位之结果？”

## 清廷颁布退位诏书

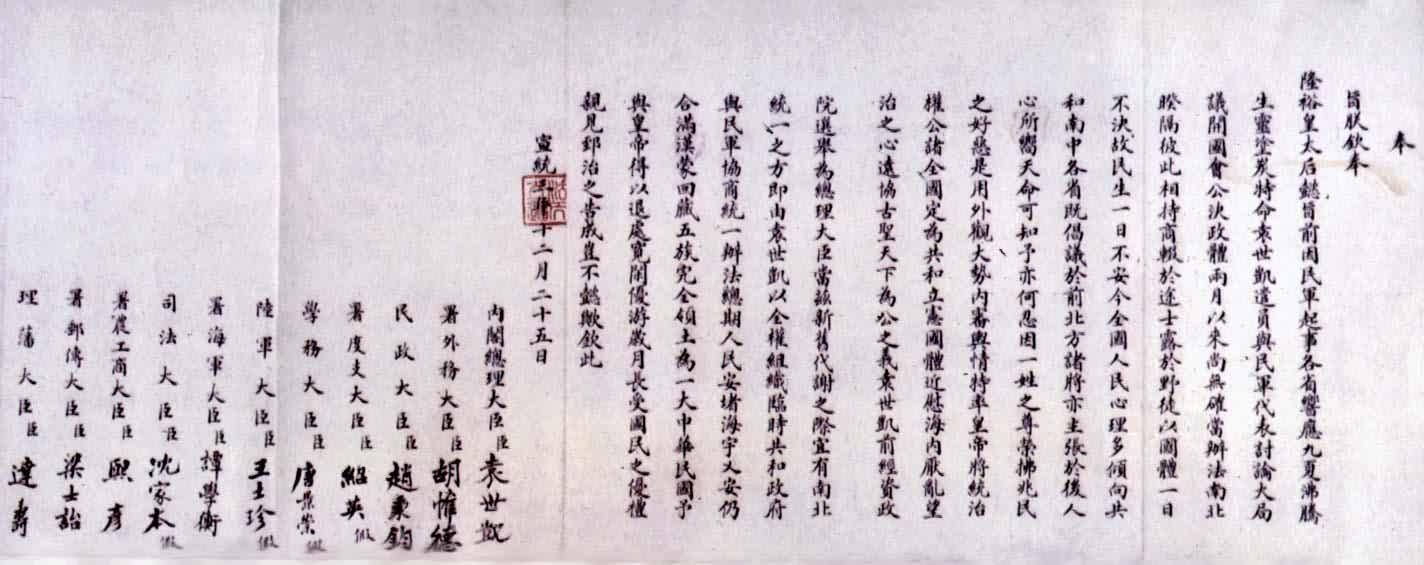
退位詔書

2月10日，南京参议院通过《清室优待条件》和张謇起草的《清帝退位诏书》。优待条件第一部分即大清皇帝辞位之后优待之条件：

- 一，大清皇帝尊号不废，民国政府待之以外国君主之礼。
- 二，民国每年拨四百万元供皇帝支出。
- 三，皇帝暂居宫禁，日后移居颐和园。
- 四，清王室的宗庙陵寝，永远奉祀，并由民国派兵保护。
- 五，德宗崇陵所有产用经费由民国支出。
- 六，宫内执事之人，继续留用，唯不得招阉人。
- 七，皇室私有财产，由民国派兵保护。
- 八，禁军编入民国陆军。

除上述大清皇帝辞位之后优待之条件八条外，还有清皇族待遇之条件四条，及满蒙回藏各族待遇之条件七条。
2月11日，隆裕皇太后召见徐世昌时，称赞袁世凯之忠诚，谓：“此次事变，皆系诸王公历年所酿成，醇王太无能，为彼等所蒙误，若非袁世凯，吾母子尚不知为彼等陷于如何境地。余感袁世凯之忠，悯生民之涂炭，决意将国政辞让，已谕令袁世凯将优待皇室条件与南军议妥。”
2月12日，隆裕太后發布《退位詔書》，宣佈清宣統皇帝退位。下退位诏时，隆裕对袁世凯说：“恨诸亲贵，平日招权纳贿病民误国，以致今日。及事至无可挽救，既不能妥谋善法以维宗社，尚欲挟吾母子别图号召，以居奇祸。幸有尔在坐镇大局，使我母子尚不至流离颠沛，伊等今皆纷纷逃散，各自为谋，岂复有人心乎。”
《退位詔書》由张謇起草，並由臨時參議院通過，但其中，“即由袁世凯以全权组织临时共和政府”為袁世凯所添加，使其攫取了组织临时共和政府的主导权。至此，大清帝國正式終結，並被中華民國取代與繼承。統治中國二百六十八年的清朝正式宣告滅亡，中國兩千年來的帝制也正式結束。

## 议和代表暨参赞名单
南方议和代表暨参赞名单： 
- 伍廷芳 民国议和全权代表
- 钮永键 参赞
- 温宗尧 参赞
- 王宠惠 参赞
- 汪精卫 参赞
- 胡瑛 湖北特派代表
- 王正廷 湖北特派代表
- 议和代表办事处职员名单：张公室（即张竞生）、李范之、曾广益，以上专任议和事。陈经、虞熙正、关文谌、余沅，以上兼任外交部秘书。沈宝善、何智辉、曾广、蔡序东，以上兼任外交部翻译。谭熙鸿、史丹钦、潘茂昭，以上任电政局特派译电员。

北方议和代表暨参赞名单：
- 唐绍仪 北方议和全权代表
- 严修 代表
- 杨士琦 代表
- 杨度 参赞
- 魏宸组 参赞

丁中江《北洋军阀史话》里记载的北方参赞名单是：欧赓祥、许鼎霖、赵椿年、冯懿同。
又据當时报導，清政府议和团团员还有劉若曾、章宗祥、關冕鈞、嚴復、張國淦、馮耿光、侯延爽、齊忠甲、鄭沅、蔡金臺、蹇念益、渠本翹、張鍇、孫多森、傅增湘、劉慶篤、雷多壽、熙鈺、慶山。

## 评价
学者尚小明认为，孙中山让位袁世凯，并不是迫不得已。:506纵然袁世凯有雄厚实力，但革命党已占有十四省，南北已达均衡之势，孙中山甚至认为“稍迟数月，当可全国一律光复”，所以孙中山并非迫于困境让位。:505实际上，通过让位袁世凯，实现南北统一、全国共和，是孙中山意中的最优解：不仅避免北伐、双方留血，更缩短南北分裂的时间，利于列强承认统一的中国政府；最重要的是，以总统职位为诱饵，请袁世凯入彀，并以共和制度限制之。:505但是袁世凯凭借手腕，使共和制度的限制逐渐失去，让集权统治与帝制死灰复燃。:509其实，袁世凯中意的是君主立宪，袁令段祺瑞等联衔电奏，请愿的是“立定共和政体，以巩皇位而奠大局”。:503直至清帝退位前两日，袁仍拒绝在皇帝优待条件中写入“逊位”字样，而主张改用“致政”或“辞政”，只因南方坚决反对虚君共和，袁才同意将“辞位”写进诏书。:503袁世凯宣誓“永不使君主政体再行于中国”，但这不过是孙中山提出的让位条件之一，是程序上的必须。:497袁世凯的思想并没有从君主立宪转变到民主共和；他的身体虽巳进入民国，但他的头脑停留在君主时代。:498

### 引用
1. 1 2  . 時事新報 (上海). 1911-11-30. 此次兵變，自稱係爲政治兢爭，朝廷本不以兵力從事，經飭督師大臣袁世凱暫停進攻，疊委道員劉承恩、海軍正參領蔡廷幹馳往漢口武昌，反復開導，該黨首黎元洪迄不就撫，仍復左右進攻
2. ↑  胡榴明：汉口英国总领事馆官邸 Archive.today的存檔，存档日期2007-08-15
3. 1 2  范福潮：《袁世凯当选临时大总统前的南北博弈 Archive.today的存檔，存档日期2013-04-26》【南方周末】2008年9月24日
4. ↑  . 時事新報 (上海). 1911-12-16. 各都督及各軍政分府鈞鑒：清使唐紹怡已於（陰曆十月）廿一日到漢，因外交長伍公無暇來漢，遂商請唐赴滬，唐慨允，遂於今日乘洞庭輪往滬矣……
5. ↑  . 新聞報 (上海). 1911-12-16. 漢口（十月廿五日發）念四日，唐紹怡及兩面各代表數十人，乘洞庭輪船起程，黎元洪親自送行
6. ↑  郭孝成. . 第三編　民清議和及共和立國. 商務印書館. 1912-05  [2022-11-06]. （原始内容存档于2022-11-06）.
7. ↑  . 新聞報 (上海). 1912-01-04. 此次變亂，各省擾攘，本政府不忍生靈塗炭，特備文委唐代表赴滬，作爲總理大臣全權代表，專爲討論大局之利害，其權限所在，以切實討論爲範圍，乃迭接唐代表電開與貴代表會議各條，未先與本大臣商明，遽行簽定，本大臣其中有必須聲明及礙難實行各節，電請唐代表轉致。據唐代表一再來電，請辭代表之任，未可強留，現經請旨，准其辭任，至另委代表接議，一時尚難其人，且南行需時，嗣後應商事件，先由本大臣與貴代表直接往返電商……鹽一。　鹽一電計達……擬再將停戰期限展長十五天，自十二日上午八鐘起，至二十七日上午八鐘止，可否希電復，內閣總理袁世凱。鹽二
8. ↑  . 新聞報 (上海). 1912-02-01. 自陰曆十月二十八日廷芳與清內閣袁世凱所派全權代表開議和事，所議定者：一爲湖北、山西、陝西、山東、安徽、江蘇、奉天各省，一律停戰，彼此不得進攻；一爲開國民會議，解決國體。迨旣經訂定國民會議選舉法，而袁氏忽撤銷代表，自與廷芳直接電商，並欲取消其全權代表所已經簽定之條欵，廷以議和非可電商，已定之條欵尤不能更動，始終堅持不允。迨停戰期滿，解決無期，袁復提請繼續停戰，廷芳適接駐滬等處洋商團希望和平解決之忠告，復得臨時政府之同意，再允展期十四日，並聲明此後決不再展期……廷芳。陷（三十日即十二日）
9. ↑  . 時事新報 (上海). 1912-01-10. （陰曆）十一月二十日，奉旨：內閣代遞章宗祥等電，稱請將現任差缺開去等語，內閣法制院副使章宗祥、內閣統計局副局長張國淦、軍諮府第二廳廳長馮耿光，均著准其開缺。欽此。
10. 1 2 3 4 5 6 7 8 9  尚小明. . 《史学集刊》. 2024, (1)  [2024-06-19]. （原始内容存档于2024-06-19）.
11. ↑  辛亥革命前后——盛宣怀档案资料选辑之一，上海：上海人民出版社，1979年，第235-236页
12. ↑  藤井升三，辛亥革命时期有关孙文的资料——森恪关于“满洲问题”的书信，1982年，日本亚洲经济研究所调查研究部刊印。陈锡祺主编，孙中山年谱长编 上册，北京：中华书局，1991年，第647-648页
13. ↑  严昌洪 严锴. . 武汉出版社. 2020  [2024-06-19]. ISBN 978-7-5582-4005-8. （原始内容存档于2021-10-16）.
14. ↑  . 新聞報 (上海). 1911-12-18.
15. 1 2 3 4 5 6 7 8  尚小明. . 社会科学文献出版社. 2024. ISBN 9787522837413.